# Meurtre de Sandra Gaudet
Sandra Gaudet a été assassinée dans la nuit du 9 au 10 mars 1990 à Val-d'Or, en Abitibi-Témiscamingue. L'adolescente avait 14 ans et a été abandonnée sur le bord d'une route. Deux hommes de Senneterre, Hugues Duguay et Billy Taillefer, ont été accusés du meurtre.

## Disparition
Le 10 mars 1990, la mère de Sandra Gaudet, Denise Gaudet, signale à la police municipale de l'époque, à Val-d'Or la disparition de sa fille. Sandra Gaudet a passé la soirée du 9 mars 1990 chez son copain Steve Fortier. Elle l'aurait quitté vers minuit pour se rendre chez elle à pied. La distance entre la résidence de son copain et sa résidence était de 1,7 kilomètre. Mais elle ne s'est jamais rendue chez elle.

## Découverte du corps
Le samedi 10 mars, en matinée, le camionneur Martin Dufour et sa femme Judith Laurendeau remarquent des vêtements en bordure du chemin de la Baie-Carrière. Plus tard dans la journée, ils les examinent afin de trouver des pièces d'identité, sans succès. Le lendemain, le 11 mars, vers midi, ils ont une fois de plus remarqué les vêtements en bordure de la route. En après-midi, alors qu'ils entendent à la radio qu'une jeune femme est disparue, ils contactent les policiers.
Lorsque les vêtements sont saisis, il manque sa petite culotte et ses bottillons qui n'ont jamais été retrouvés.
Le 12 mars, vers 9 heures, le sergent Gyll Gagné retrouve le corps de Sandra Gaudet sur le chemin Baie Carrière à Val-d'Or. Sa tête et son tronc étaient enfouis dans la neige. Par contre, un rapport rédigé par l'agent Pierre Bettez le 3 juillet 1990, lorsque l'enquête préliminaire était en cours, rapporte que son corps a été retrouvé le 11 mars 1990. Également, lors du voir dire du 23 octobre 1990, l'enquêteur Daniel Huard répond à Me Jacques Gagnon que le corps de Sandra Gaudet a été découvert le 10 ou 11 mars. Un mois plus tard, le même enquêteur répond à Me Gagnon que le corps a été trouvé le 11 mars 1990.

## Accusés
Environ un mois et demi après la découverte du corps de la jeune Sandra Gaudet, les enquêteurs arrêtent Laurent Taillefer, Billy Taillefer et Hugues Duguay. Dans la nuit du 27 au 28 avril, après avoir subi de la pression et de la violence de la part des policiers, Billy Taillefer signe une déclaration incriminante pour les trois suspects.

## Procès
Lors de leur procès, les trois hommes déclarent avoir livré de faux témoignages, sous prétexte que la pression mise par les enquêteurs était devenue insoutenable.
Le 1er février 1991, Billy Taillefer et Hugues Duguay sont finalement reconnus coupables de meurtre prémédité par un jury et condamnés à la prison à vie,.
Le cas de Laurent Taillefer, qui avait initialement été accusé de complicité après le fait, s’est clos six ans après la découverte du corps. À la suggestion de son avocat Me Claude Fontaine, le camionneur finit par accepter de plaider coupable à une accusation d’entrave à la justice. Il a écopé d’une semaine de prison avec sursis,.
En 1998, la commission Poitras soulève de nombreuses irrégularités concernant le procès de Billy Taillefer et d’Hugues Duguay.

## Acquittement
En 2002, la Cour suprême accepte de se pencher sur le dossier et en 2003, Billy Taillefer et Hugues Duguay ont été acquittés.
À l’été 2006, un juge de la Cour supérieure reconnaît que les aveux de Billy Taillefer et d’Hugues Duguay n’étaient pas recevables. Après 12 ans de prison, les deux hommes sont libérés.

## Poursuite en dommages et intérêts
Hugues Duguay et Billy Taillefer poursuivent la Ville de Val-d'Or, le Directeur des poursuites criminelles et pénales (DPCP) et la Sûreté du Québec en dommage et intérêts pour 40 millions de dollars. En février 2023, la poursuite a été rejetée par la Cour supérieure.

## Réclamation d'une enquête publique

### Livre
En mai 2017, le criminologue Jean-Claude Bernheim publie le livre Meurtriers sur mesure, l'énigme de Val-d'Or. Son livre repasse en revue l'enquête policière et les procédures judiciaires concernant le dossier. Il fait état de centaines de pages de documents, de rapports d’enquêtes, de déclarations de témoins et de notes manuscrites des policiers. À la sortie de son livre, l'auteur réclame une nouvelle enquête pour retrouver le meurtrier de Sandra Gaudet, tout comme la sœur de Billy Taillefer, Shirley Taillefer.
Le 10 mars 2020, les voix de personnalités publiques s'ajoutent à celles du criminologue Jean-Claude Bernheim et du mouvement citoyen « Sandra Gaudet, la population exige des réponses » pour réclamer une enquête publique sur le meurtre de l'adolescente. Le sénateur Pierre-Hugues Boisvenu et le journaliste Claude Poirier affichent leur appui lors d'une conférence de presse tenue à Montréal.

### Documentaire
En septembre 2019, Club Illico présente une série documentaire au même nom que le livre de Jean-Claude Bernheim. La série Meurtriers sur mesure s'intéresse aux omissions, aux manipulations de la preuve, ainsi qu’à la vision en « tunnel » des autorités policières et judiciaires dans le dossier. Elle est produite par Izabel Chevrier et co-réalisée par Martin Paquette.
La diffusion du documentaire a suscité chez les Valdoriens une mobilisation d'envergure.

### Mobilisation citoyenne
En octobre 2019, un groupe de citoyens crée une page Facebook au nom de « Sandra Gaudet - la population exige des réponses » et mobilise plusieurs milliers de personnes,. Moins d'un mois après sa création, près de 5 000 personnes avaient joint le groupe. Une pétition est aussi lancée en ligne afin de réclamer une enquête publique.
En novembre 2019, pointée par la mobilisation citoyenne, la Sûreté du Québec répond aux citoyens que l'enquête est terminée de son côté et qu'elle pourrait être rouverte seulement si de nouveaux éléments le justifiaient.
Le 3 décembre 2019, des citoyens demandent au maire Pierre Corbeil et aux conseillers de la Ville de Val-d'Or de réclamer la réouverture du dossier de la part du ministère de la Justice. Quelques semaines plus tard, le 19 décembre 2019, une cinquantaine de citoyens se présentent à la séance du conseil municipal. Ils réclament à nouveau que les élus municipaux se positionnent sur une enquête publique et que la Ville de Val-d'Or entreprenne une entente à l'amiable avec Hugues Duguay et Billy Taillefer dans le procès qui les oppose. Des citoyens se questionnent aussi sur l'impartialité du maire dans le dossier, car il a été impliqué dans l’enquête à titre de dentiste. Sans que la police ait initialement de mandat, il a entrepris les démarches pour fournir les fiches dentaires des suspects aux enquêteurs.
Le 14 mars 2020, une marche avait été organisée à Val-d'Or pour commémorer les 30 ans de la mort de l'adolescente et réclamer une fois de plus une enquête publique sur l'affaire. La marche a finalement été reportée en raison de la pandémie de COVID-19.